# Эршекер, Хакан
Хакан Эршекер (араб. هاكان إيرشيكر‎; род. 5 июля 1994, Хыныс) — катарский боксёр немецкого происхождения, представитель лёгкой и первой полусредней весовых категорий. Выступает за национальную сборную Катара по боксу с 2015 года, победитель и призёр турниров национального значения, участник летних Олимпийских игр в Рио-де-Жанейро.

## Биография
Хакан Эршекер родился 5 июля 1994 года в коммуне Шваневеде, Германия.
Заниматься боксом начал в 2007 году, проходил подготовку в местном одноимённом клубе под руководством Томаса Ноймана.
Впервые заявил о себе в 2012 году, став бронзовым призёром на юношеском, молодёжном и взрослом чемпионатах Германии.
В 2014 году на чемпионате Германии в Штраубинге дошёл в лёгком весе до четвертьфинала.
В 2015 году принимал участие в поединках лиги AIBA Pro Boxing, где отметился победами над кенийцем Бенсоном Гичару и венесуэльцем Йони Йоэлем Бланко, но проиграл боксёру из Южной Кореи Хам Сан Мёну. Помимо этого, представлял Катар на чемпионате мира в Дохе, где на стадии четвертьфиналов легчайшего веса был остановлен индийцем Шивой Тхапой.
На Олимпийском квалификационном турнире Азии и Океании в Цяньане выступил неудачно, проиграв в четвертьфинале монголу Доржнямбуугийну Отгондалаю, но на Всемирном олимпийском квалификационном турнире в Баку всё же получил лицензию летних Олимпийских игр 2016 года в Рио-де-Жанейро. На Играх, однако, уже в стартовом поединке категории до 60 кг единогласным решением судей потерпел поражение от узбека Хуршида Тожибаева и сразу же выбыл из борьбы за медали.
После Олимпиады в Рио Эршекер остался в составе катарской национальной сборной и продолжил принимать участие в крупнейших международных турнирах. Так, в 2017 году он выступил в первом полусреднем весе на международном турнире в Бангкоке и в лёгком весе на Играх исламской солидарности в Баку.
В 2018 году боксировал на арабском чемпионате в Хартуме, на Кубке химии в Галле и на Азиатских играх в Джакарте.